# Gemünden am Main
Gemünden am Main è un comune urbano tedesco di 10 818 abitanti, situato nel circondario del Meno-Spessart nel distretto della Bassa Franconia nel land della Baviera.
È nel suo territorio che il fiume Sinn si getta nella Saale di Franconia e quest'ultima confluisce ivi nel Meno.

## Geografia antropica

### Frazioni
- Adelsberg
- Aschenroth
- Gemünden
- Harrbach
- Hofstetten
- Hohenroth
- Kleinwernfeld
- Langenprozelten
- Neutzenbrunn
- Reichenbuch
- Schaippach
- Schönau
- Seifriedsburg
- Wernfeld
- Massenbuch